# Transport supersònic

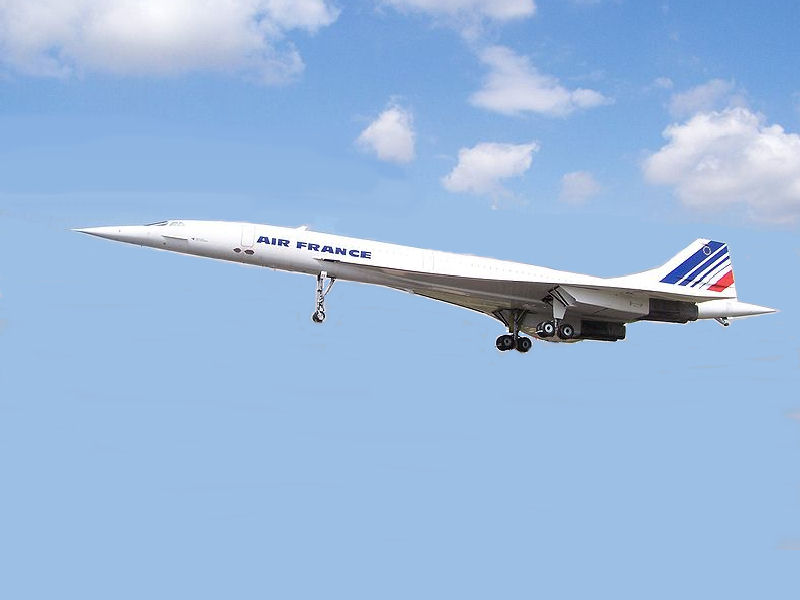
Un Concorde d'Air France

Transport supersònic, o SST de les sigles angleses Supersonic Transport, és la denominació que rep un avió civil de passatgers amb capacitat d'assolir velocitats superiors a les del so. Irònicament, des de l'any 2003 ja no hi ha transports supersònics en servei. L'únic aparell que va volar de forma regular en vols comercials fou l'Aérospatiale-BAC Concorde i l'altre únic disseny que va passar a fase de producció i s'utilitzà també en l'aviació civil fou el Tupolev Tu-144. L'últim vol de passatgers del Tu-144 fou el juny del 1978 i el Concorde es va retirar del servei el 26 de novembre del 2003.

## Disseny d'avions supersònics
Els avions dissenyats per al vol supersònic es caracteritzen sobretot per un fuselatge esvelt i ales delta per minimitzar i limitar els efectes de la turbulència a velocitats supersòniques.

## Inconvenients comercials del vol supersònic

### Cost econòmic
Els elevats costos del combustible combinats amb una capacitat de passatgers molt reduïda per les raons aerodinàmiques abans exposades fan que els avions supersònics siguin una forma de viatjar econòmicament molt costosa comparada amb el vol subsònic.
Assolir velocitats supersòniques requereix una potència de motor molt elevada, en especial en les velocitats que oscil·len entre Mach 0.8 i Mach 1.2, o velocitat transsònica. Entre aquestes velocitats la fricció augmenta fins a tres vegades i, per sobre la velocitat transsònica, la fricció torna a caure en picat, quedant-se en entre un 30% i un 50% del fregadís a velocitats subsòniques. Això significa que, tot i tenir una fricció superior (gairebé el doble), es compensarà assolint velocitats molt més elevades (gairebé el triple de velocitat que la subsònica habitual).
Un altre factor és la ineficiència de les ales. Al voltant de Mach 2, un disseny típic d'ala perd pràcticament tota la seva sustentació. És per això que els transports supersònics disposen d'un disseny d'ala que s'estén per tot el fuselatge en una configuració típica d'ala delta per tal de sostenir l'aparell a velocitats supersòniques.

### Bombes sòniques
Un aparell a velocitats supersòniques crea un fenomen sonor conegut en aviació com a bomba sònica (per la seva similitud a una explosió). Aquest fenomen pot ser minimitzat volant a velocitats subsòniques sobre terra o nuclis de població i assolint velocitats supersòniques al volar sobre l'oceà i a grans alçades.

### Danys a la capa d'ozó
Els vols supersònics s'efectuen a molta alçada (gairebé al doble d'alçada que els vols convencionals) i això implica un dany a la capa d'ozó superior al normal a causa dels gasos contaminants del motor. Tanmateix aquesta hipòtesi ha estat qüestionada darrerament i, de ser certa, les emissions d'un sol avió són mínimes.

### Disseny dinàmic
La forma d'un aparell supersònic ha de canviar segons la seva velocitat per tal d'optimitzar el seu rendiment a diferents velocitats. Això implica que un transport supersònic ideal canvia la seva forma, en especial les ales, a vol subsònic i supersònic. Això implica optimitzar el disseny amb el valor afegit d'elevar els costos de manteniment, els costos operacionals i les mesures de seguretat.

### Velocitats més elevades
Un transport supersònic requereix velocitats d'enlairament i aterratge més elevades, necessitant així pistes més llargues i incrementant els riscos en seguretat.

## Història

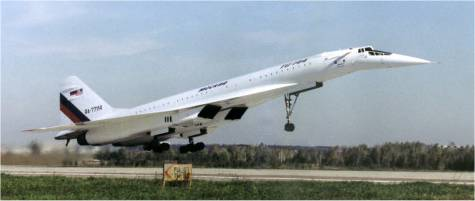
Tupolev Tu-144 operat per la NASA

Als anys 50 del segle XX el transport supersònic semblava possible però es dubtava de la seva viabilitat econòmica. Els arguments, però, eren favorables i llevat del cost d'assolir velocitats supersòniques, la velocitat del transport i el baix cost en vol supersònic feien el projecte viable. L'argument més avantatjós, però, fou el que si aquests aparells podien volar almenys tres vegades més ràpid que qualsevol altre avió comercial, es podrien reemplaçar tres avions convencionals per cada avió supersònic, reduint així costos de manteniment.
A mitjans dels 50 es va començar a dissenyar el transport supersònic, just quan la primera generació d'avions militars supersònics entraren en servei. A Europa els programes de transport supersònics finançats pels governs van conduir ràpidament a un disseny d'ala delta com es va plasmar en els dissenys del Sud Aviation Super-Caravelle i el Bristol 223, tot i que Armstrong-Whitworth va proposar un disseny del tot radical: el Mach 1.2 Armstrong-Whitworth M-Wing. A principis dels 60, els dissenys van avançar de tal forma que ja tot estava preparat per passar a fase de producció però els costos foren tan elevats que les dues corporacions europees, Bristol (BAC) i Sud Aviation, es van fusionar per produir el Concorde amb ajut governamental.
Una onada de pànic es va estendre ràpidament per la indústria nord-americana, ja que tothom va pensar que el Concorde reemplaçaria a tot altre disseny d'avió de llarg recorregut. El congrés dels Estats Units va finançar ràpidament un disseny propi de transport supersònic, seleccionant els dissenys del Lockheed L-2000 i el Boeing 2707 per produir un disseny més avançat, gran i ràpid, i de més llarg recorregut. El disseny de Boeing va ser escollit per passar a producció. Mentrestant la Unió Soviètica estava ja produint el seu propi disseny, el Tupolev Tu-144.
Als anys 60, les preocupacions mediambientals van veure la llum. El transport supersònic es veia particularment ofensiu degut a l'enorme soroll que produïen aquests aparells en vol a velocitats per sobre del so i a l'eventual destrucció de la capa d'ozó degut als gasos nocius emesos pels motors. Es pensava, tanmateix, que el problema amb el soroll s'evitaria volant a grans alçades, però proves efectuades per les forces aèries nord-americanes amb el North American B-70 Valkyrie van aportar resultats oposats. La creixent sensació entre els ciutadans nord-americans de què es reduiria significativament el seu nivell de vida i la retallada pressupostària al programa SST el 1971 van desembocar en la cancel·lació del programa nod-americà i la prohibició de vols supersònics civils (estrangers) en territori dels Estats Units.
El Concorde ja estava a punt per entrar en servei i encara que es va aixecar la prohibició nord-americana, la ciutat de Nova York va prohibir regionalment l'aparell. Això va destruir els objectius econòmics del Concorde (amb una clara ruta Londres - Nova York al cap). Es van permetre les operacions de l'avió a Washington DC i el servei es va tornar tan popular que els ciutadans de Nova York es van preguntar perquè no podia aterrar el Concorde a la seva ciutat. Poc després, el Concorde ja volava cap a l'aeroport John F. Kennedy International, principal aeroport de la ciutat.
L'opinió pública estava canviant. Es va veure que el dany a la capa d'ozó es va exagerar i volar a velocitats supersòniques sobre l'oceà semblava una esplèndida idea. Es van iniciar nous dissenys al mercat americà, sota el nom d'AST o Advanced Supersonic Transport (transport supersònic avançat). El nou disseny de Lockheed, l'SCV, i la recuperació del Boeing 2707 foren la base.
En aquell moment, però, les preocupacions econòmiques del transport supersònic es van fer evidents. La seva concepció inicial fou per competir amb avions de llarg recorregut amb capacitat per uns 80 o 100 passatgers però amb avions al mercat com el Boeing 747 amb capacitats fins a quatre vegades superiors, els avantatges de la velocitat dels SST es va esvair ràpidament en favor d'una major capacitat.
Un altre problema afegit fou la dificultat d'incorporar motors eficients a les diferents velocitats que havia d'operar un transport supersònic, ja que es convidaven diverses tecnologies a vegades no compatibles. A principis dels 80, els nord-americans van abandonar definitivament el seu programa de transport supersònic avançat.
Dos descobriments recents, però, podrien alterar la concepció econòmica dels projectes SST. Als anys 60 es va suggerir que un disseny de fuselatge eficient minimitzaria el soroll de la bomba sònica. En aquell moment va ser impossible de provar, ja que es necessitava un disseny escrupolosament eficient però amb el disseny assistit per ordinador actual, aquesta tasca és considerablement més senzilla. El 2003 es va enlairar un avió de proves que va demostrar un disseny silenciós reduint els efectes sonors a la meitat.
El principal problema amb el Concorde i el Tu-144 fou el soroll dels motors convidat amb una velocitat d'enlairament i aterratge superior a la normal. El disseny d'aquests aparells, optimitzat per al vol supersònic, necessitaven un impuls inicial superior, cosa que repercutia en una potència i soroll de motor superior. Un disseny futur de SST hauria d'incorporar un motor de cicle variable, que contribuiria a reduir el soroll en enlairar-se i aterrar i donaria un rendiment màxim a velocitats superiors a les del so.

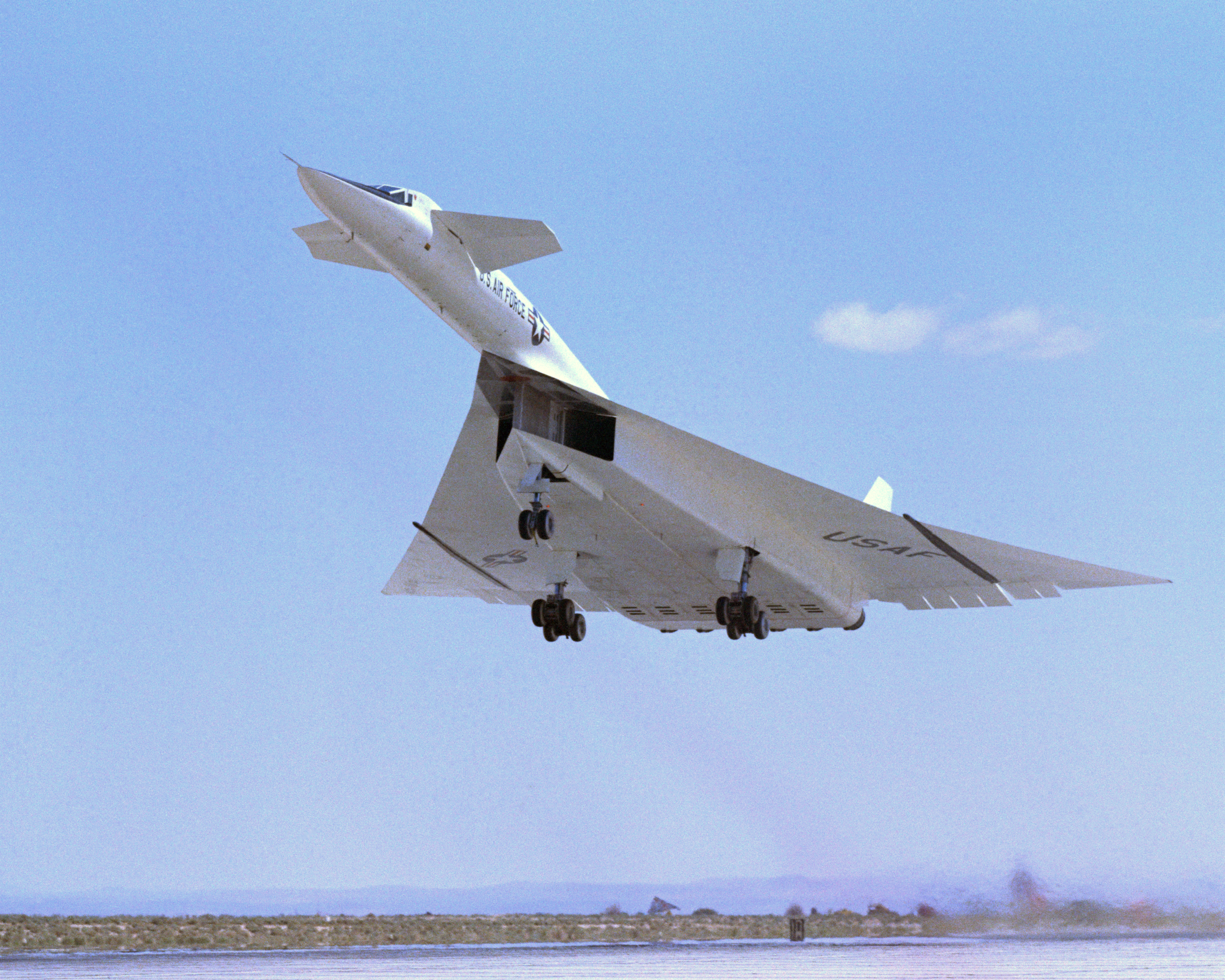
Disseny amb alerons frontals de l'antic North American XB-70 Valkyrie

L'abril de 1994, Aérospatiale, British Aerospace i Deutsche Aerospace AG (DASA) crearen l'European Supersonic Research Program (ESRP) o programa europeu per a la recerca supersònica, amb la intenció de desenvolupar una segona generació de Concorde per entrar en servei el 2010. En paral·lel, SNECMA, Rolls-Royce, MTU Aero Engines i Fiat van començar a treballar junts el 1991 per desenvolupar un nou motor. Amb una inversió de 12 milions de dòlars a l'any, finançats per les mateixes companyies, el programa de recerca cobreix els materials, l'aerodinàmica, els sistemes de vol i la integració del motor. El disseny es basa en una aeronau amb una autonomia de 5.500 milles nàutiques, 250 seients i capacitat per volar a Mach 2. El disseny és molt similar al d'un Concorde més gran i amb alerons a la part frontal.
La NASA, mentrestant, començà una sèrie de projectes per desenvolupar un nou disseny de SST. Com a part del programa, un Tu-144 va ser redissenyat per tal de portar a terme diversos experiments a Rússia a mitjans dels anys 90.
Tot i que el Concorde i el Tu-144 van ser els primers avions a transportar passatgers a velocitats supersòniques, no foren els primers avions comercials en trencar la barrera del so. El 21 d'agost de 1961 un Douglas DC-8 va sobrepassar la barrera del so a Mach 1.012 en un vol en picat controlat des de 41.088 peus. El propòsit del vol fou el d'aconseguir informació per un nou disseny d'ala. El fabricant Boeing també ha declarat que durant els vols d'assaig i certificació del 747 aquest va sobrepassar també la barrera del so.

## Futur
Japó disposa d'un programa de recerca de transport supersònic des de fa alguns anys. El 2005 va anunciar que un acord entre França i Japó permetria continuar aquesta línia de recerca amb l'esperança de disposar d'un aparell que entrés en servei el 2015. Un model a escala d'onze metres i mig de llargada es va provar ja de forma satisfactòria. Tot i això queda encara per veure la viabilitat econòmica d'aquests nous dissenys.
Una altra àrea d'interès és la recerca d'un jet privat supersònic. Els alts executius de les corporacions estarien disposats a pagar sumes elevades per adquirir un aparell que escurcés els temps de vol i en un avió petit els problemes de soroll es minimitzarien. Sukhoi va començar a investigar aquests tipus d'avions a mitjans dels 90 i a partir de l'any 2000 també ho feu Dassault Aviation. Els informes més recents sobre la producció d'un jet privat supersònic provenen del fabricant nord-americà Lockheed-Martin, sota recerca secreta.
En el camp del desenvolupament de motors se centra també en el motor de detonació d'ones de pols, i aquest està guanyant suport per esdevenir la següent generació de motors. Aquests motors ofereixen més eficiència que els turboreactors convencionals. La NASA té una línia d'investigació amb la ment posada en un jet comercial amb capacitat per volar a Mach 5.